# アカウキクサ属
アカウキクサ属（Azolla）は、アカウキクサ科（Azollaceae）に所属する水生シダ植物の属。学名のアゾラと表記されることも多い。浮遊性の水草で、水田や湖沼などに生育する。水田や湖の水面を覆う雑草として扱われる一方、合鴨農法でアイガモの餌や緑肥として用いられることもある。
なお本項では、特に断りがない限り、以降アカウキクサ属植物の総称をアカウキクサと表記する。種としてのアカウキクサについては当該記事に記載する。

## 分布
世界中に分布する汎存種である。分布を拡大する主な要因は人間活動であり、稲作の緑肥として用いられ始めたこともあって、本来自生していなかった地域にも分布を広げている。特に、アメリカ大陸から持ち込まれた種（ニシノオオアカウキクサなど）がアジアやアフリカに持ち込まれ、中国などではすでに定着している。一方日本では、生育地の消失や農薬の使用などによって、在来種の個体数が各地で減少している。

## 特徴

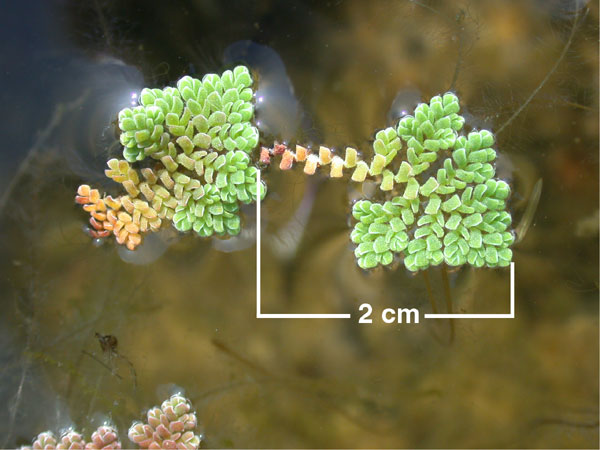
Azolla pinnata。約2cmの個体。

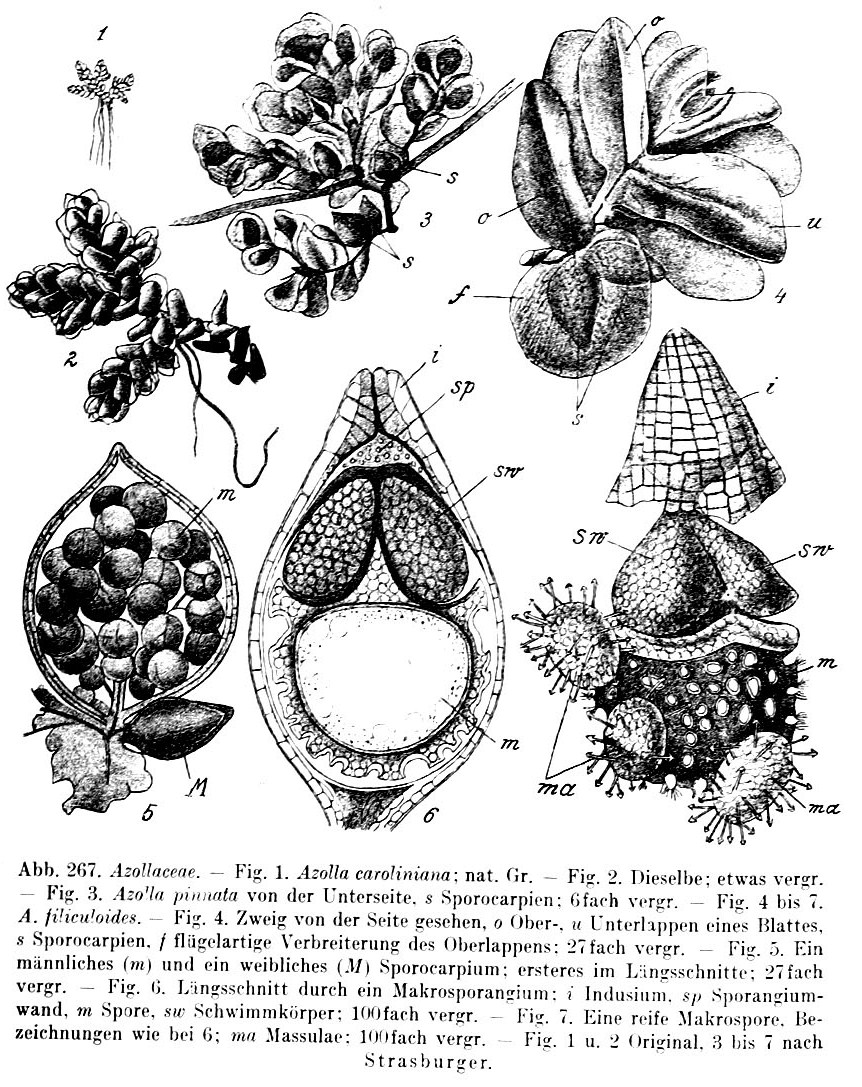
各器官のイラスト。1, 2. 植物体; 3. 茎葉; 4. 側枝の上葉（o）と下葉（u）。下葉には翼状の裂片（f）があり、そこに胞子嚢群（s）ができる; 5. 小胞子嚢（m, 多数の小胞子からなる）と大胞子嚢（M）; 6. 大胞子嚢の断面。大胞子（m）、浮遊器官（sw）、胞子嚢壁（sp）、羊膜（I）; 7. 大胞子嚢の解剖図。大胞子（m）に、鈎状毛のある球状体（ma）が付着している。

### 形態
水田や湖沼の水面に浮かぶ浮遊植物 (Free-floating plants) であるが、抽水植物 (Emergent plants) として生育することもある。1個体当たりの全長は通常1-4cmであるが、全長15cmになる A. pinnata や、全長35cmになる A. nilotica のような比較的大型の種もある。茎は短く、羽状に分枝して、長さ約2mmほどの葉を密生する。葉は赤緑色から青緑色で、葉の表面には半透明の突起が多数ある。通常夏期には緑色であるが、冬期には赤く色づく（「赤浮草」という和名もこの葉の色にちなんで付けられた）。葉は上葉と下葉の2片に分かれており、2列に互生する。根は茎から垂れ下がって水中に伸びる。根の長さは約1-1.5cm。
側枝の下葉にある翼状の裂片に、大胞子嚢群と小胞子嚢群からなる胞子嚢群をもつ。小胞子嚢群の中には球形の小胞子嚢が多数含まれており、各小胞子嚢の中に数個の球状体（マスラ）がある。その球状体の中に多数の小胞子が入っている。球状体表面には数本の鈎状毛（グロキディウム）があり、その形状が種の同定に用いられる。

### 繁殖
主に無性生殖によって個体群を拡大する。生長力は非常に強く、最も生長の速い植物の一つであるとされる。ちぎれた植物体からも新しい葉を次々と形成し、条件さえ整えば急速に個体群を拡大させる。生育に適した5-7月頃には、個体群の大きさが1ヶ月で100-300倍にもなるとされる。生育適温は20-30℃、生育に最適なpHは4.5-7.5とされる。日本では気温が20℃程度となる6月頃から急激に繁殖するが、気温が25℃を超える7月には繁殖力がやや劣るとされる。
また、大胞子嚢が雌性の、小胞子嚢が雄性の前葉体を生産することによって有性繁殖することもある。大小二つの胞子嚢果を形成する時期は通常4-7月である。しかし、全体的に有性生殖をすることはあまりなく、主に環境ストレスによる影響があるときに有性生殖をすると考えられている。多年生植物として、そのままの形態で越冬するが、胞子で越冬することもある。
酸性条件や弱アルカリ性条件では生育が悪くなるとされるほか、高密度、高温条件でも生育が悪くなる。また、アゾラ（Azolla）という属名の由来は、ギリシア語の Azō (to dry, 乾くこと) + ollyō (to kill, 殺すこと) であるが、これは水田や湖沼などが干上がって植物体が乾燥すると死滅する、というアカウキクサの性質を表している。
アカウキクサは草体が小さく、ちぎれやすいため、水鳥やカエルなどに付着して散布されることで容易に分布を広げる。またホームセンターで販売されている水生植物の苗に、アカウキクサの植物体断片が付着していることもあり、その苗をビオトープ等に植栽することでも分布を広げる例が知られている。
またアカウキクサはアレロパシー作用を持つ物質を水中や空気中に放出して、他の植物の繁殖を抑制する可能性がある。アカウキクサがアレロパシー物質を生成している可能性は実験的に確認されており、築地ほか（2010）では、アカウキクサの抽出液がオオカナダモやレタスの生長を抑制させる効果が確認されている。しかし、イネやヒエなどのイネ科植物に対しては生長を抑制する効果がほとんどないとされている。
天敵はミズメイガの幼虫で、特に夏期に被食をうける。

### ラン藻との共生

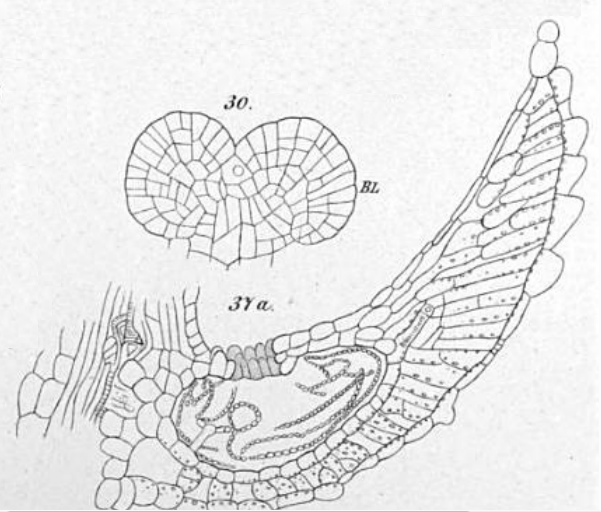
葉の小孔に寄生するアナベナ (下図、37a)

アカウキクサの上葉には、粘液質の液体で満たされた小孔があり、そこにラン藻（シアノバクテリア）の仲間であるアナベナの1種（Anabaena azollae）が共生している。アナベナは大気中の窒素をアンモニアに還元して、栄養素として利用可能とする能力をもっており、それによってアカウキクサの繁殖を助けている。アカウキクサが固定できる窒素の量は種や環境条件によっても異なるが、アカウキクサ1m2が1年で0.25kgの窒素を固定するといった報告や、1ha（10000m2）のアカウキクサが1年で1500kgの窒素を同化したという報告もなされている。このうち少なくとも80%の窒素はアナベナによって固定されたものと考えられている。
自然界ではごくまれにアナベナが共生していない個体も見られるが、通常はすべての個体に共生している。しかし根粒菌のように、植物体が成長してから共生関係を構築するわけではなく、アカウキクサの場合は最初から葉の中にアナベナが共生している。胞子で繁殖する場合は、大胞子嚢内にアナベナが侵入し、次世代に引き継がれる。そのため、雑種の場合は常に母親由来のアナベナが次代に受け継がれる。
共生しているアナベナは種によって特性が異なるとされており、異なる種から取り出したアナベナを実験的に交代すると、高温耐性などといった特徴が変化することが知られている。

## 分類

### 分類体系の混乱
アカウキクサ科唯一の属であるアカウキクサ属は、アカウキクサ亜属（Subg. Rhizosperma）とオオアカウキクサ亜属（Subg. Azolla）に細分するという見解が多い。しかしその2亜属の他に、A. nilotica を独立した亜属である Tetrasporocarpia 亜属に分類すべきという見解も見られる。これらの亜属に属する各種は、小胞子嚢の球状体（マスラ）にある鈎状毛（グロキディウム）という突起の形状や、葉の細胞表面にある突起の形状などをもとに分類されており、約6種ほどに区別されている。しかし総じて、各種の外見は非常に類似しており、また大胞子と小胞子をつけることが少ないため、分類が困難となっている。そのため、特に雑種を同定する際などに、遺伝子解析による同定も行われている。
ただ、分類方法についての見解は統一されておらず、例えば日本の在来種として、アカウキクサ（A. imbricata）とオオアカウキクサ（A. japonica）が記載されているが、日本以外ではこれらの学名は別の種のシノニムとされることが多い。アカウキクサの学名は A. pinnata または A. pinnata subsp. asiatica などと記載され、オオアカウキクサはニシノオオアカウキクサのシノニムともされることがある他、A. filiculoides var. japonica として変種扱いにされることもある。しかし日本では、この2種の学名については、それぞれ A. imbricata、A. japonica とすることが慣習となっている。また、例えば沖縄県のアカウキクサ（A. imbricata）が A. pinnata subsp. pinnata である可能性もあると示唆されるなど、特に日本のアカウキクサ属の分類についてはまだ不明瞭な点が残る。
また2005年に、オオアカウキクサ節の3種、アメリカアカウキクサ（A. caroliniana）、A. microphylla、A. mexicana について、これらの種は形態的、遺伝的に区別できないとして、アメリカオオアカウキクサ（アゾラ・クリスタータ、A. cristata）として統合するべきとした見解が示された。日本などではこの説が支持されており、特定外来生物に指定された際にもアメリカオオアカウキクサの学名が採用されている。

### 種
上述のことを勘案した上で、(Kannaiyan(2002)) と渡辺 (2006) をもとにまとめると、種以下の分類は以下のようになる。分布域は主に (Kannaiyan(2002))をもとに記載したが、外来種として侵入している事例などが多いため、分布地の再検討が必要とされている。
またここで挙げた種の他に、種間で雑種を形成する事も知られている。例えば、アメリカオオアカウキクサとニシノオオアカウキクサの雑種であるアイオオアカウキクサ (A. cristata x filiculoides) が日本で確認されている。
- アカウキクサ科 Azollaceae[注釈 1] - アカウキクサ属 Azolla

| 亜属 (Subgenus)               | 節 (Section)               | 種 (Species)                                                           | 亜種、変種など                       | 分布                                                                 | 画像 |
| ----------------------------- | -------------------------- | ---------------------------------------------------------------------- | ------------------------------------ | -------------------------------------------------------------------- | ---- |
| （和名なし） Tetrasporocarpia |                            | （和名なし） A. nilotica                                               |                                      | アフリカ                                                             |      |
| アカウキクサ亜属 Rhizosperma  | アカウキクサ節 Rhizosperma | （和名なし） A. pinnata                                                | （基亜種） A. p. subsp. pinnata      | オーストラリア、ニューカレドニア                                     |      |
| アカウキクサ亜属 Rhizosperma  | アカウキクサ節 Rhizosperma | （和名なし） A. pinnata                                                | （和名なし） A. p. subsp. africana   | アフリカなどの熱帯域                                                 |      |
| アカウキクサ亜属 Rhizosperma  | アカウキクサ節 Rhizosperma | （和名なし） A. pinnata                                                | アカウキクサ A. p. subsp. asiatica   | 日本を含むアジア                                                     |      |
| オオアカウキクサ亜属 Azolla   | オオアカウキクサ節 Azolla  | アメリカオオアカウキクサ A. cristata （右の3種をシノニムとして含む）。 | アメリカアカウキクサ A. caroliniana  | 中南米。移入により西ヨーロッパ、エジプト。                           |      |
| オオアカウキクサ亜属 Azolla   | オオアカウキクサ節 Azolla  | アメリカオオアカウキクサ A. cristata （右の3種をシノニムとして含む）。 | （和名なし） A. mexicana             | アフリカなどの熱帯域                                                 |      |
| オオアカウキクサ亜属 Azolla   | オオアカウキクサ節 Azolla  | アメリカオオアカウキクサ A. cristata （右の3種をシノニムとして含む）。 | （和名なし） A. microphylla          | アメリカ大陸の熱帯域。ガラパゴス諸島でも確認。                       |      |
| オオアカウキクサ亜属 Azolla   | オオアカウキクサ節 Azolla  | ニシノオオアカウキクサ A. filiculoides 模式種                          | （基亜種） A. f. var. filiculoides   | アメリカ大陸。移入によりアフリカ、ヨーロッパ、中国、日本、オセアニア |      |
| オオアカウキクサ亜属 Azolla   | オオアカウキクサ節 Azolla  | ニシノオオアカウキクサ A. filiculoides 模式種                          | オオアカウキクサ A. f. var. japonica | 日本                                                                 |      |
| オオアカウキクサ亜属 Azolla   | オオアカウキクサ節 Azolla  | ミナミオオアカウキクサ A. rubra                                        |                                      | オーストラリア、ニュージーランド                                     |      |

## 進化と古生物学的側面

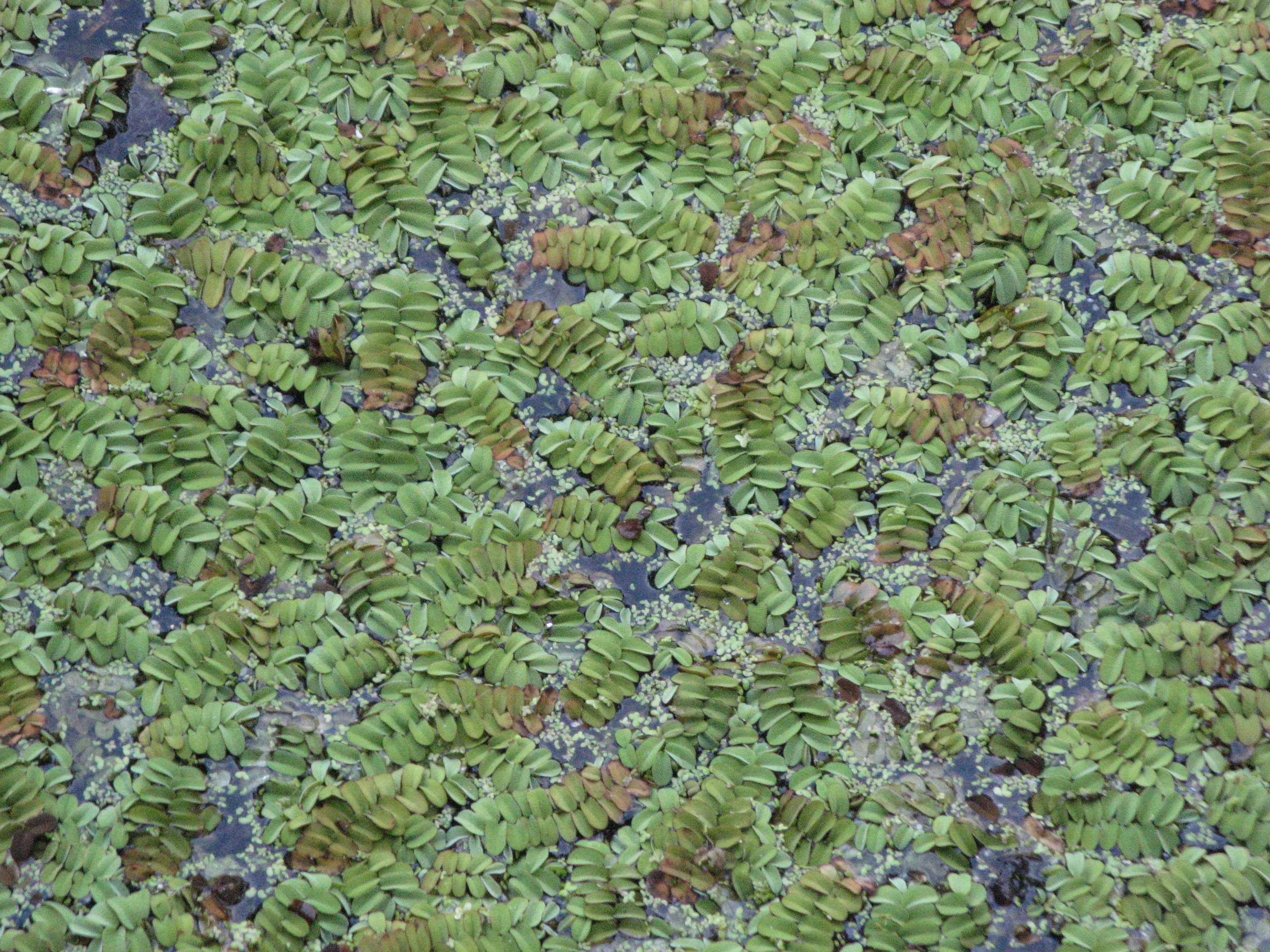
アカウキクサに近縁なサンショウモ

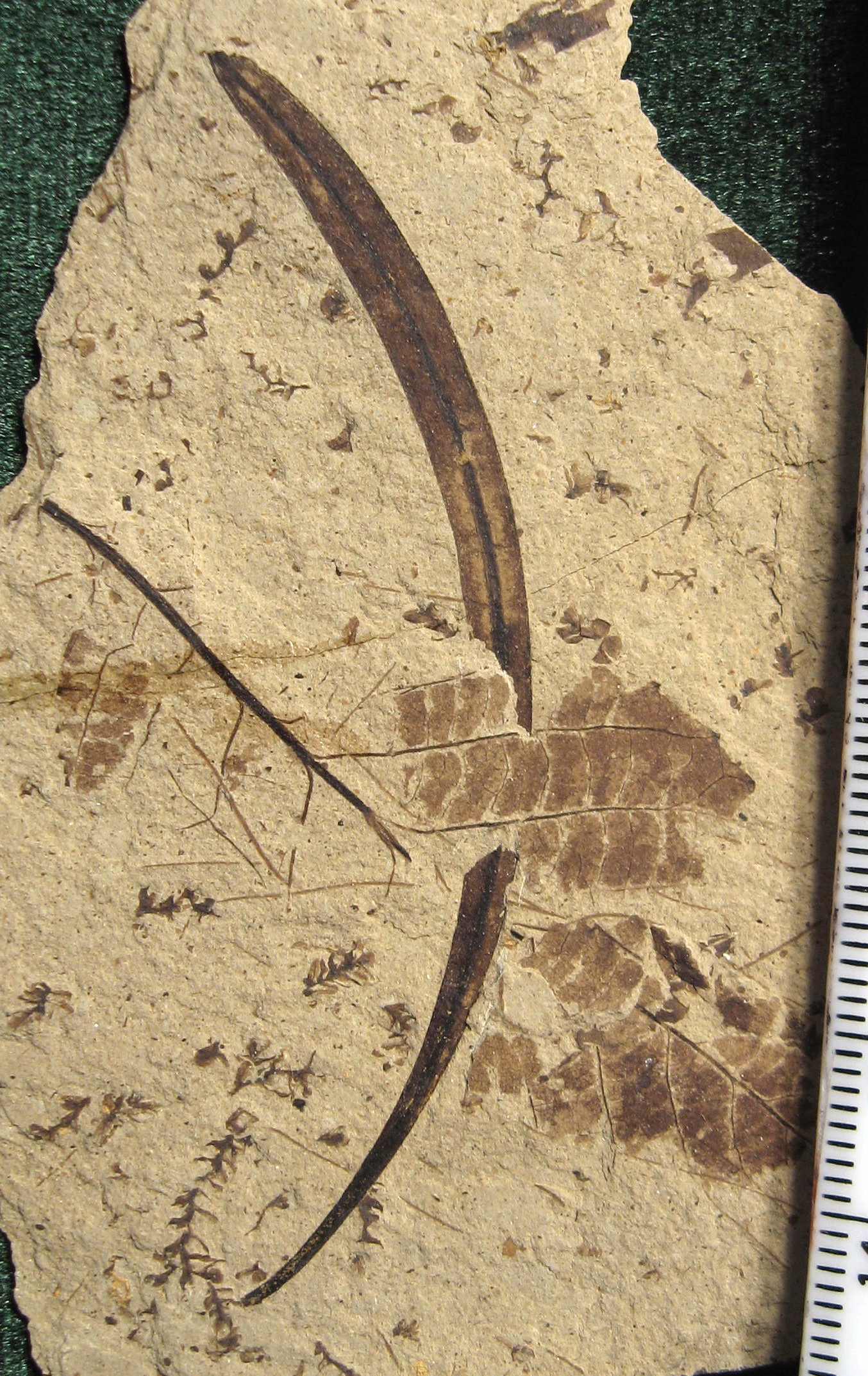
アカウキクサ属の1種 (Azolla primaeva)が含まれる化石。

### 進化
アカウキクサ属にもっとも近縁な分類群は、同じ水生シダ類のサンショウモ属 (Salvinia) であるとされており、分子系統解析の結果からも、両属は姉妹群を形成している。アカウキクサ属の化石が約9000万 - 1億4000万年前の地層からも記録されていることから、少なくともこの頃にはアカウキクサ属が分化していたものと考えられており、分子系統解析の結果からは、両属は約8900万年前に分化したと推測されている。
アカウキクサ属中のアカウキクサ亜属 (Subg. Rhizosperma) とオオアカウキクサ亜属 (Subg. Azola) が分岐したのは、分子系統学的解析から、約5070万年前と推測されている。オオアカウキクサ亜属の化石が初めて記録されたのは約2840-3720万年前であり、オオアカウキクサ亜属の種がアカウキクサ亜属の種より分化したものと考えられている。
また、アカウキクサと共生関係にあるアナベナは、アカウキクサから単離すると生育できない（自由生活能力を喪失している）ことなどから、アカウキクサと共進化してきたものと考えられている。アカウキクサとアナベナの共生関係が始まった時期は不明だが、化石記録のある約9000万 - 1億4000万年前頃にすでに共生関係にあった可能性も示唆されており、アナベナが自由生活能力を失っていることからも、両種の共生関係は非常に長く続いているものと考えられている。

### アカウキクサ・イベント
アカウキクサイベントとは、今からおよそ4900万年前に、アカウキクサが北極海で爆発的に発生したことで、気温が大きく低下したとする仮説である。この仮説は、始新世の初期には3500 ppm ほどであった二酸化炭素の濃度が、アカウキクサ・イベント（北極海上でのアカウキクサの大量発生）により 650 ppmまで減少したとする主張である。この仮説は、北極海盆などの海底堆積物からアカウキクサの化石が発見されていることなどに基づいて推測されているが、周辺の三角州やラグーンで生育していた個体が流入したとする反対意見もある。以下、アカウキクサ・イベントの概要について述べる。
始新世の頃には、北極海は周りの大陸に囲まれた内海となっており、塩分濃度が非常に高くなっていた。そのため、周囲の河川などから流入する淡水は、塩分濃度の高い北極海の海水と混ざらず、淡水の混濁層が形成され、海水表面に淡水の層が出来ていた。また当時の北極海周辺の気候は温暖であり、1日の日照時間も夏期で約20時間、冬期でも約12時間以上あった。このような環境はアカウキクサの繁殖にとって適しており、2,3日でバイオマス（個体重量）を倍増させることが出来る環境であった。そのためアカウキクサが北極海上で大量に繁殖し、北極海上の淡水層がなくなるまでの80万年もの間に、400万km2の個体群を形成していた。この個体群が大気中の二酸化炭素濃度を大幅に減少させたことで、北極海表面の気温は13℃から-9℃に低下したとされ、アカウキクサが大規模な気候変動を引き起こす主要因となったと考えられている。なお淡水層が消滅して死滅したアカウキクサの草体は、多くの炭素を固定したまま海中深くに沈んでいるものと予想されている。

### 化石種
アカウキクサの小胞子嚢の中にある球状体（マスラ）は化石として残りやすく、主に第三紀の地層からアカウキクサの球状体などが多く発見されている。2007年現在、記録された化石種は50種を超えており、第四紀の地層から発掘された2種をのぞいては、全て第三紀の層から発見されている。また、化石属である Azollopsis と Parazolla、Paleoazolla も記録されている。
アカウキクサの化石は、現在アカウキクサが生育している地域だけで発見されているのではなく、ヨーロッパやシベリアなど現生種のいない地域からも多く発見されている。ただし、日本からアカウキクサ属植物の化石種は発見されておらず、現生種の化石が発見されるにとどまっている。
以下のような種が化石で発見されている（現生種の化石も含む）。なお発掘された地質年代が判明している分については、地質年代を付記している。
| - Azollaceae アカウキクサ科 - Azolla アカウキクサ属 - Rhizosperma アカウキクサ節 - A. pinnata - 中新世～鮮新世 - A. imbricata （アカウキクサ） - 完新世 - Azolla オオアカウキクサ節 - A. filiculoides （ニシノオオアカウキクサ） - A. caroliniana （アメリカアカウキクサ） - 以上更新世。 - A. japonica （オオアカウキクサ） - A. microphylla - A. mexicana - A. nilotica - 以上完新世。 - †節 Filifera - †A. circinata - 白亜紀後期 - （節不明） - †A. barbata - †A. crenata - †A. distincta - †A. geneseana - †A. gigantea - †A. montana - †A. simplex - 以上、白亜紀後期。 | - †A. schopfi - †A. teschiana - 以上暁新世。 - †A. intertrappea - †A. berryi - †A. primaeva - 以上始新世。 - †A. antiqua - †A. nana - †A. sibirica - †A. turgaica - †A. prisca - †A. tertiaria - 以上漸新世。 - †A. parapinnata - †A. tuganensis - †A. ventricosa - †A. aspera - †A. glabra - †A. nikitinii - 以上中新世。 - †A. pseudopinnata - 鮮新世 - †A. vera - （第三紀） - †A. pyrenaica - †A. tegeliensis - 以上更新世。 | - †Azollopsis - †亜属 Spiralopsis - †Azollopsis intermedia - †Azollopsis pusilla - †亜属 Azollopsis - †Azollopsis coccoides - †Azollopsis tomentosa - （亜属不明） - †Azollopsis pilata - †Azollopsis spinata - †Parazolla - †Parazolla heterotricha - †Paleoazolla - †Paleoazolla patagonica |

## 人間との関係

### 飼料、緑肥としての利用

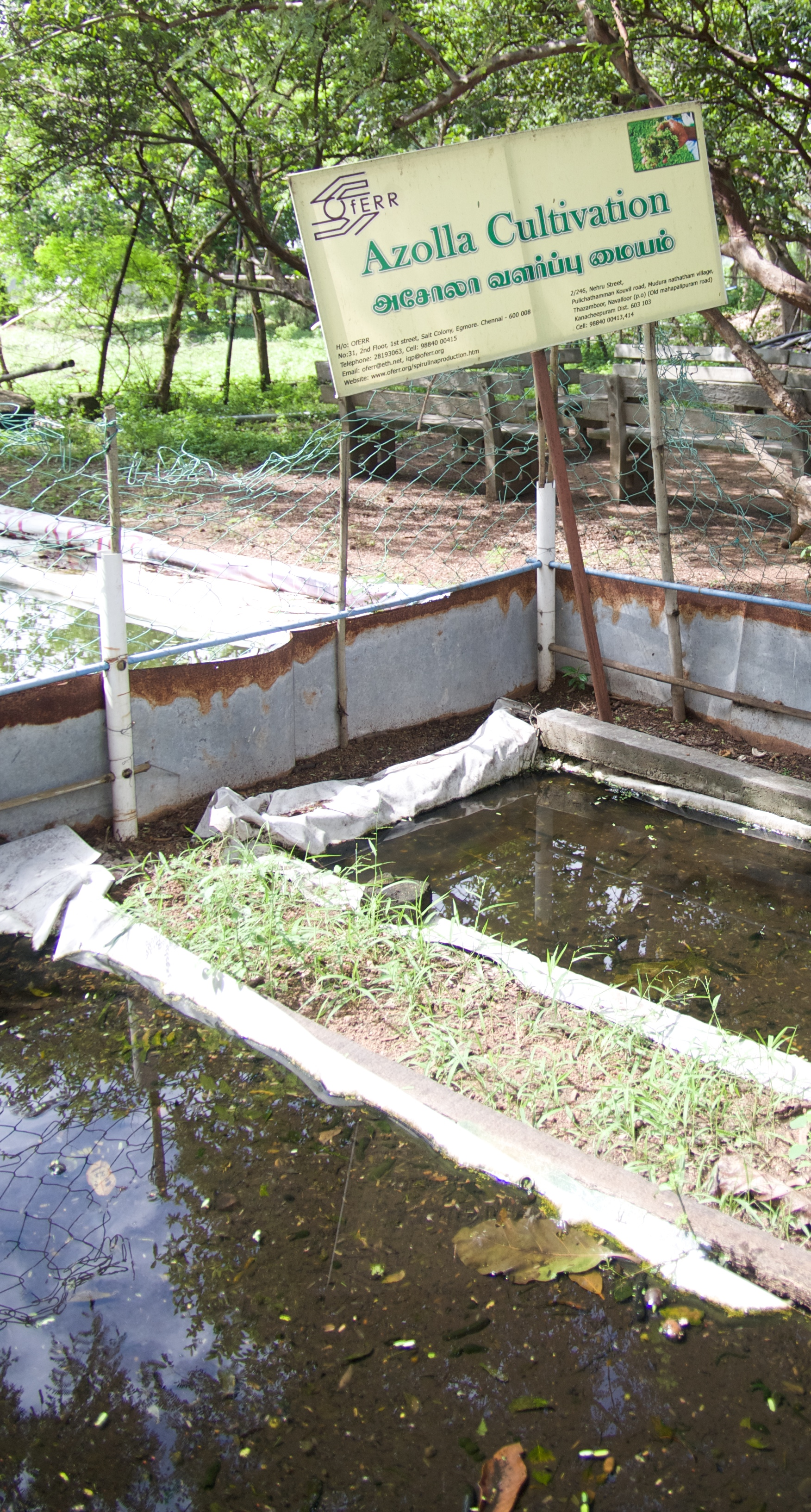
アカウキクサの栽培場 (インド・タミル・ナードゥ州)

アカウキクサは、シアノバクテリアであるアナベナの1種（Anabaena azollae）と共生しており、このアナベナの働きによって旺盛な窒素固定（大気中の窒素をアンモニア等に変える働き）を行っている。このためアカウキクサは窒素に富んでおり、稲作を行う際にアカウキクサを繁殖させ、それを漉き込んで緑肥として利用されることがある。肥料になるというだけでなく、一面に繁茂して水面を覆うことで、湖沼の富栄養化を抑制する効果や、他の雑草が繁茂することを抑制する効果があるとされている。これらの性質に加え、安価に利用出来るということもあり、中国やベトナムでは数百年間の間、水田緑肥として用いられていた。しかし窒素肥料である尿素価格の低下などもあり、1980年代頃からは徐々に使用されることが少なくなっている。
アカウキクサのタンパク質含有量は20-30%であるとされており、中国南部や東南アジアでは、家畜や魚の飼料としてもアカウキクサが用いられている。そのほか、東南アジアなどの熱帯域でも緑肥としての利用が試みられたが、高温に弱い、リンが不足している土壌では生長しづらい、水位調整などの栽培管理が必要となる、などといった課題もあり、定着するには至っていない。

#### アイガモ農法における利用
アイガモ農法にオオアカウキクサなどのアカウキクサを利用することもある。これはアイガモ―アゾラ農法とも呼ばれ、1993年から日本で行われているほか、中国でも同様の農法が導入されている。この農法では、アカウキクサ類が作物の肥料となる上にアイガモの飼料ともなり、雑草を抑制する効果もあるということで、多くの人々の関心を集め、普及が進められている。またその他に、中国やフィリピンなどでは、アカウキクサを利用した稲作に養魚も組み合わせて、イネと魚を同時に収穫する農法も試みられている。ただし、これらの農法で用いられる種は、主にニシノオオアカウキクサやオオアカウキクサであり、窒素含量が少なく生育しづらいアカウキクサはほとんど利用されない。
アイガモ農法では、より繁殖力の強い外来種であるアメリカオオアカウキクサやニシノオオアカウキクサ、またそれらを人工的に掛け合わせて作出された雑種（雑種アゾラと表記される）などを用いることもある。特に雑種アゾラであるアイオオアカウキクサは、増殖力やタンパク質量、窒素固定量が他の種より優れているとされ、農業における利用価値が高いとされている。
しかし、本来自生していない種が導入されることで、絶滅危惧種である在来種と競争して駆逐する可能性が指摘されているほか、交雑による遺伝子汚染なども懸念されている。また在来種を用いる場合でも、地域変異があることが判明しているため、安易に導入することで自然植生が撹乱されるおそれが指摘されている。ただし、雑種のアイオオアカウキクサに関しては、元々が雑種であるため他種と交雑しづらく（交雑成功率は数%であるとされている）、仮に雑種が形成されても不稔になるため、在来種などとの浸透交雑が起きる可能性はほとんど無いと考えられている。
なお、日本においてアメリカオオアカウキクサは、在来種との競合や遺伝的撹乱のおそれがあることから特定外来生物に指定されている。またアカウキクサ属の全種が種類名添付証明書生物（輸入時に種名を添付することが義務付けられる生物）に指定されている。そのため日本では、アメリカオオアカウキクサをアイガモ農法に用いることは出来ないが、アイオオアカウキクサなどの雑種アゾラの農業利用は認められている。

### 研究
アカウキクサは農業において緑肥などとして用いられるため、より効率的に利用するための研究が盛んに行われている。特に国際稲研究所（IRRI）ではアカウキクサの農業利用に関する研究が盛んに行われているほか、500を越えるアカウキクサの株がコード番号をつけて管理されており、世界中の研究者と利用者に株が提供されている。また中国の福建省にある中国福建省農業科学アカデミーには、アカウキクサの研究を専門に行う研究センター（福建省农业科学院红萍研究中心）が設置されており、アカウキクサの交雑や育種についての研究などを進展させた。
アカウキクサ属の各種は、比較的容易に種間雑種を形成し、親種の組み合わせによっては雑種強勢を示すことが知られているため、農業利用に当たって、特にオオアカウキクサ亜属の各種間で、様々な交雑種が作出されている。しかしアカウキクサ亜属の種を親種とした人工交雑種の作出にはまだ成功していない。
また、農業利用以外の用途として、土壌や水中の有害金属を除去するファイトレメディエーションにアカウキクサを用いることが提案されており、カドミウムや水銀を植物体中に取り込んで除去できるとする研究結果も報告されている。

### 雑草、害草としての扱い

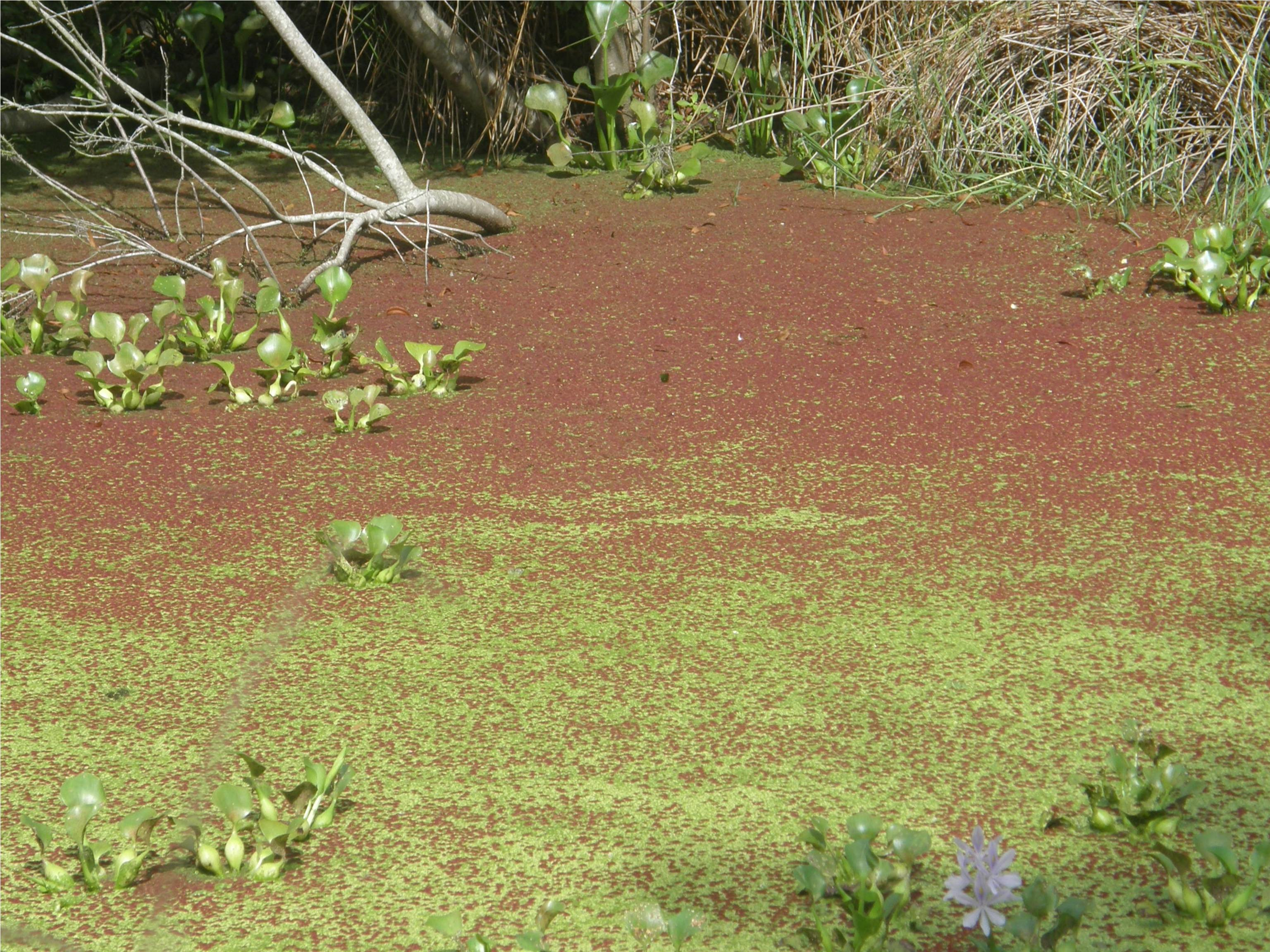
ウキクサ、ホテイアオイと共に水面を覆うアカウキクサ

前述したように、緑肥などとして扱われる一方で、水面を覆うことで水温を低下させ、水中を貧酸素状態にするため、害の強い雑草としても扱われる。そのため、除草剤等で駆除される場合がある。農地において被害が出ることもあり、1959年には佐渡島でオオアカウキクサが大繁殖し、約120haもの被害面積を出したため、農薬等で駆除された。水稲がまだ定着していない段階でアカウキクサが繁殖し水面を覆うと、幼苗の生長を妨げるという点も、雑草として扱われる理由の一つである。
また、実利的な被害のために除去されるだけではなく、赤い草体が水面を覆うことで、湖や日本庭園の景観を損なうという理由で駆除されることもある。また、アカウキクサで覆われた湖面を地面と間違えて、子どもが誤って湖に落ちてしまうという事故も発生しており、看板を立てて警戒を呼びかけるといった事態に発展することもある。そのほか、カスミサンショウウオやオニバスなどの希少な生物が生息している水域に繁殖することで、その水域の生態系に影響を及ぼす事例などが知られているため、その場合でも駆除が検討される。特に、水中の酸素を減少させることで酸欠状態となるため、魚類などが死滅する可能性が指摘されており、実際に養魚場では強害草として扱われている。また水中に届く日光を遮って、他の水生植物の生長を抑えることが懸念されているが、実際に植物の繁殖を阻害するかどうかについてや、水生昆虫に対する影響の有無などについては、2010年現在研究事例がない。
本来アカウキクサが生育していない水域であっても、植物体が水鳥の足などに付着して運ばれ、大繁殖したとみられる例が確認されている。網などですくって除去しても、取り残された僅かな個体からすぐに繁殖し、再び水面を覆ってしまうため、除去は容易ではない。しかしその一方で、一面に繁茂していたアカウキクサの個体群が、食害などによって数年で自然に消滅する事例も多くある。

### 保護
移入種として扱われることがある一方、もともと生育していた個体群が減少して絶滅が危惧されている地域もあり、アカウキクサを保護するための動きもみられる。例えばカナダでは、絶滅の危機に瀕するカナダの野生生物の現状に関する委員会（COSEWIC）によって、Azolla mexicana が絶滅のおそれのある種に指定されており、種の保護にあたっての戦略がまとめられている。また日本においては、外来種として繁殖しているアカウキクサ類を駆除することがある一方、在来種であるアカウキクサやオオアカウキクサについては、農薬の使用や水質汚染などによって個体数が減少しているため、環境省のレッドデータブックで絶滅危惧II類に指定されている。そのため、すでに判明している自生地や、新たに自生地が発見された際などに、自治体や住民が池の環境を保護するといった活動に乗り出す例もある。また生育地を保護するだけでなく、植物園に株を持ち込んで生息域外保全する試みもなされている。しかしもともと雑草としても扱われており、なぜ絶滅させてはいけないのかといった保全の是非が自生地で議論されることもある。
また、繁殖しているアカウキクサが、絶滅危惧種である在来種であるのか、特定外来生物に指定されているような外来種であるのか外見から判別することが困難であるため、保護すべきか除去すべきかが判断できないという事態も生じている。そのため実際に、絶滅危惧種のオオアカウキクサを誤って除去するという事例も発生している。

## ギャラリー

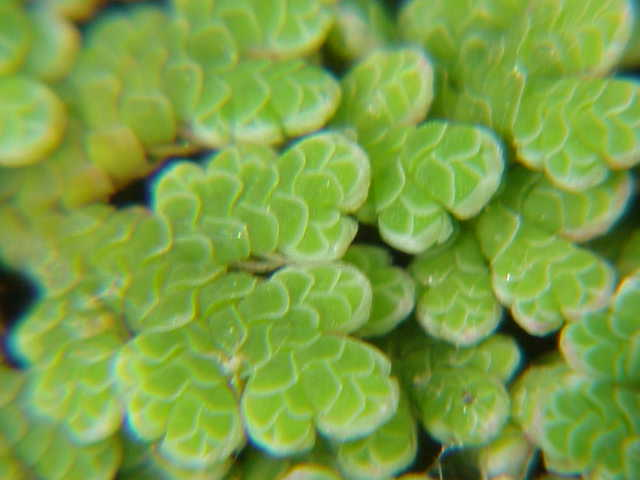
ニシノオオアカウキクサ
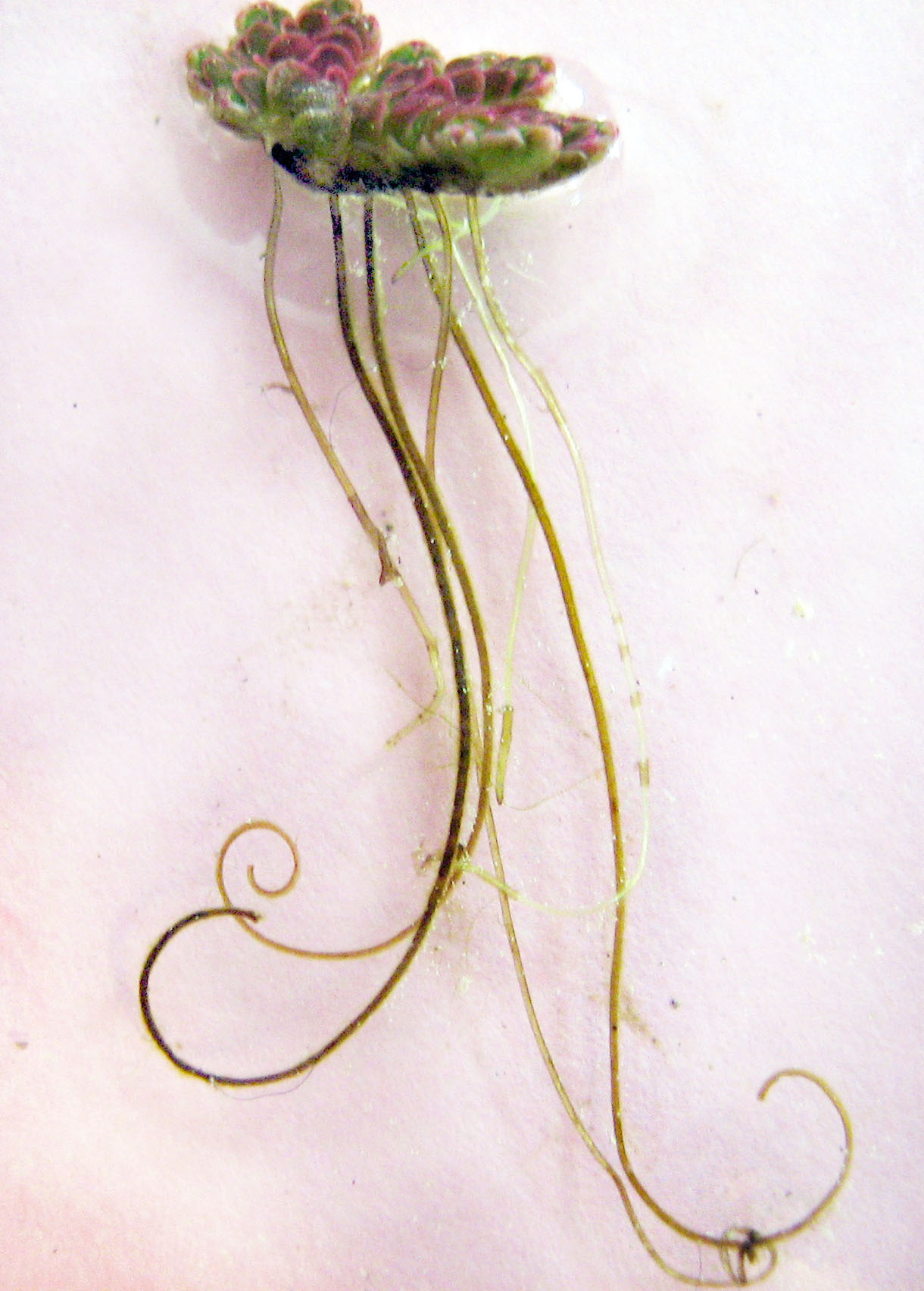
ニシノオオアカウキクサ
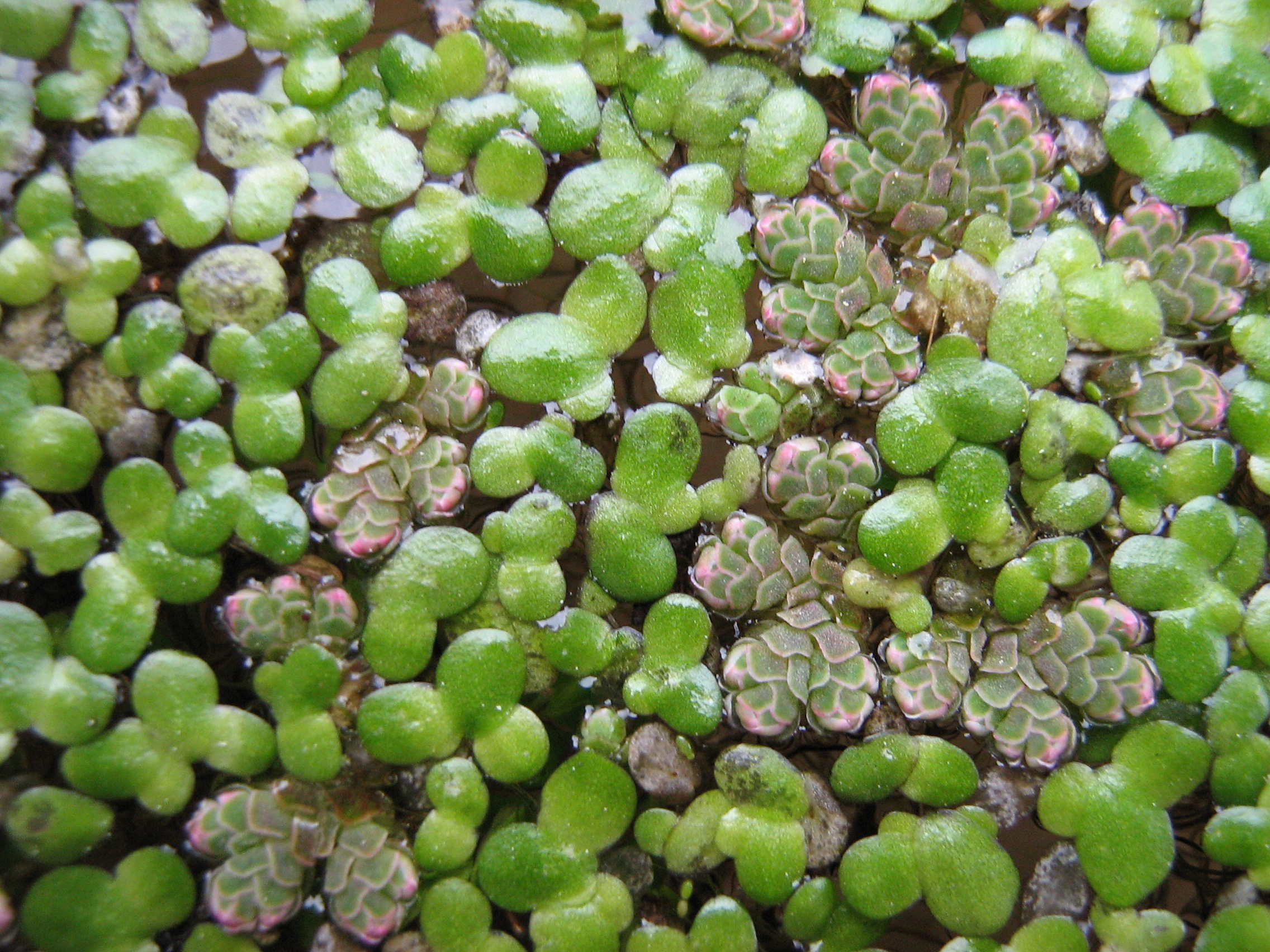
ニシノオオアカウキクサとコウキクサ
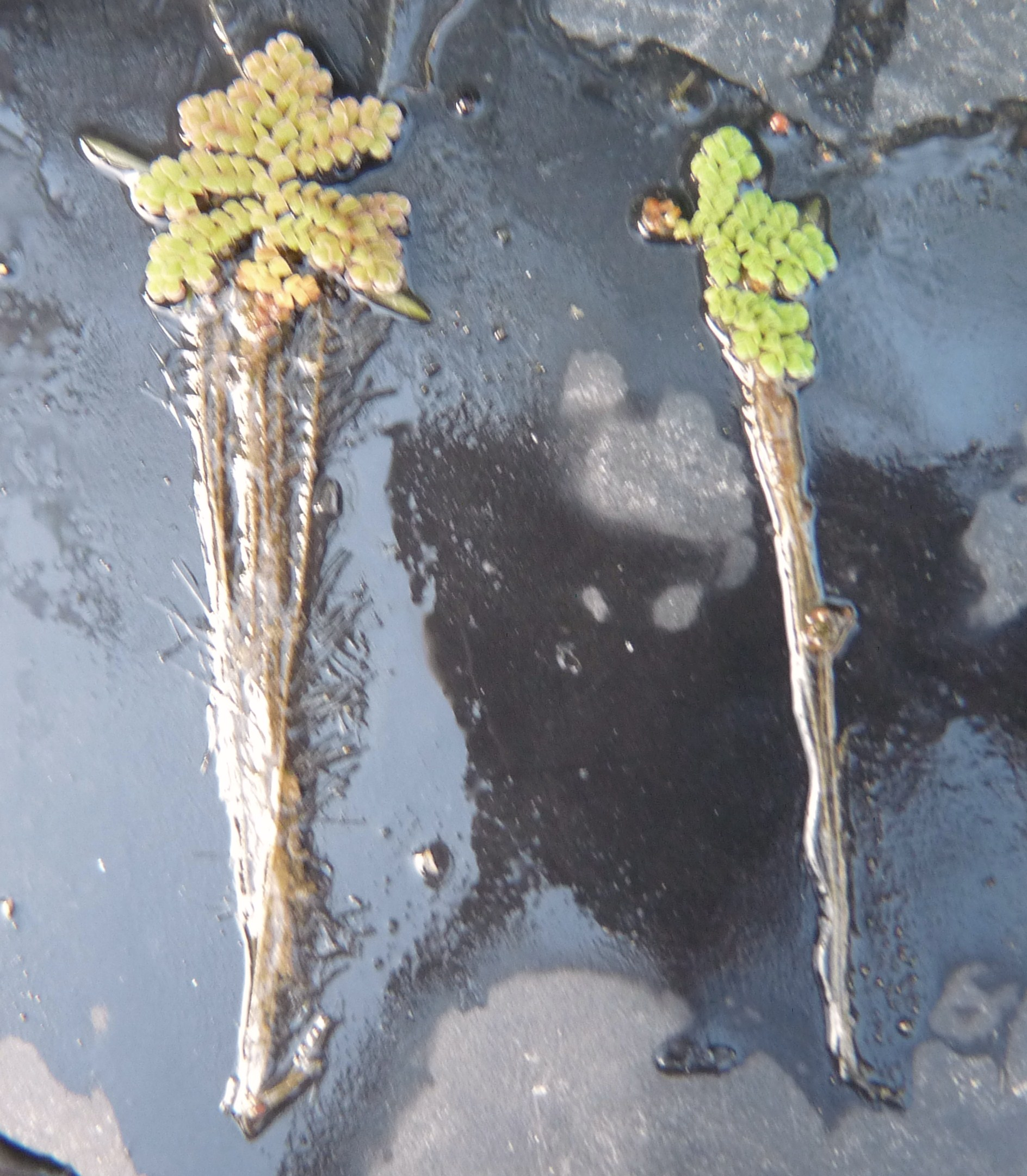
アカウキクサ（左）とオオアカウキクサ
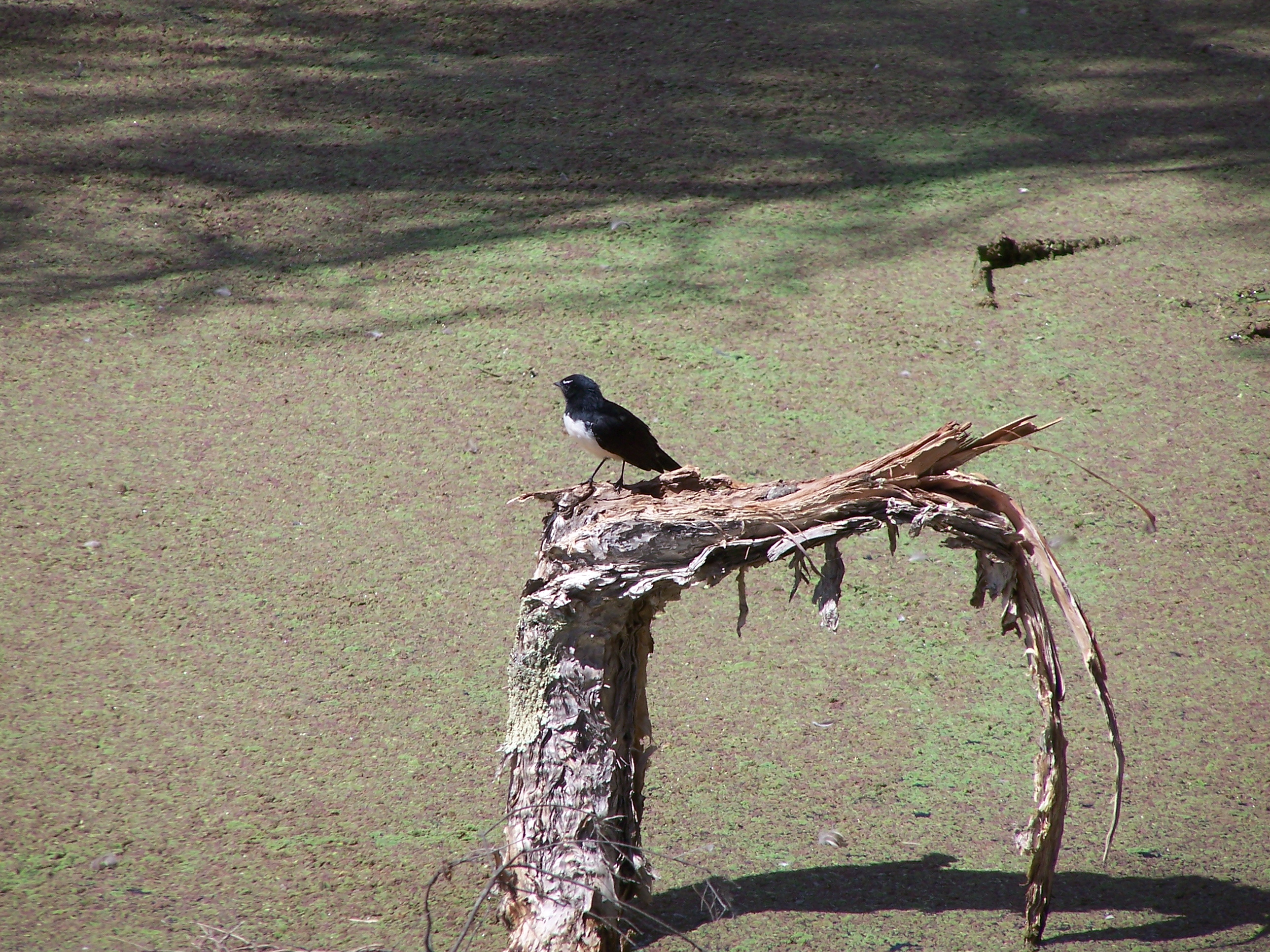
湖面を覆うアカウキクサの一種
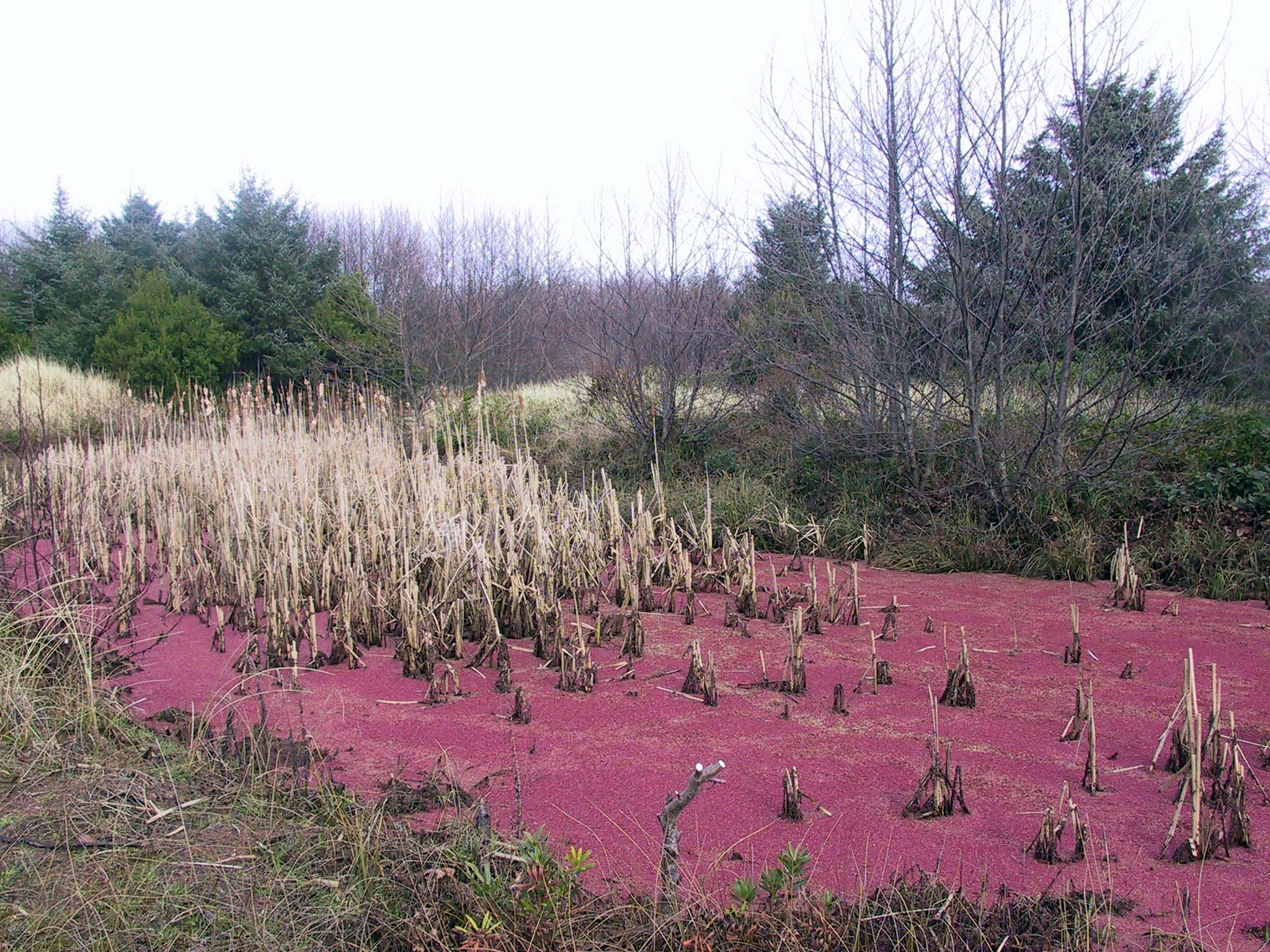
湿地に広がるアカウキクサの一種
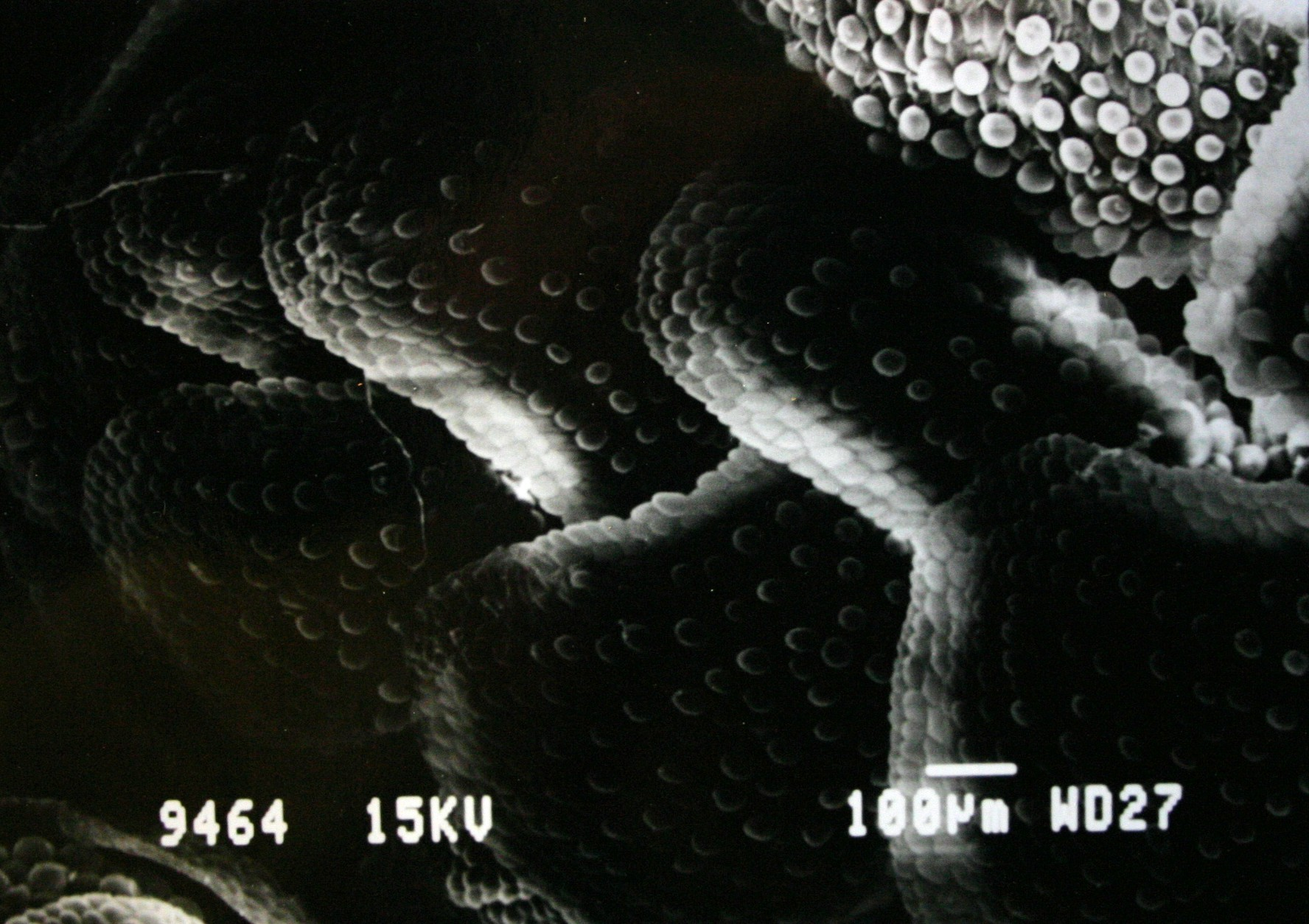
葉表面にある突起（電子顕微鏡写真）